# John Candy
John Franklin Candy (ur. 31 października 1950 w Toronto, zm. 4 marca 1994 w Durango w Meksyku) – kanadyjski aktor polskiego pochodzenia i komik, znany głównie ze swojej pracy w filmach hollywoodzkich. Zyskał sławę w teatrze improwizowanym The Second City w Toronto i serialu Second City Television (1976–1984), a także dzięki występom w takich filmach komediowych, jak Szarże (1981), Plusk (1984), Kosmiczne jaja (1987), Na łonie natury (1988), Wujaszek Buck (1989), Kevin sam w domu (1990) i Reggae na lodzie (1993). Był także współwłaścicielem Toronto Argonauts Canadian Football League od 1991 aż do swojej śmierci, a zespół wygrał Puchar Greya w 1991. Zmarł nagle w wieku 43 lat na zawał serca na planie parodii westernu Karawana (Wagons East, 1994) w Durango w Meksyku.

## Filmografia
- 1941 (1979) jako Foley
- Blues Brothers (1980) jako Burton Mercer
- Szarże (1981) jako Ox
- W krzywym zwierciadle: Wakacje (1983) jako strażnik w lunaparku
- Plusk (1984) jako Freddie Bauer
- Miliony Brewstera (1985) jako Spike Nolan
- Zakład (1985) jako Jack Chester
- Ulica Sezamkowa: Łapać tego ptaka (1985) jako policjant
- Ochotnicy (1985; inny polski tytuł Wolontariusze) jako Tom Turtle
- Sklepik z horrorami (1986; inny polski tytuł Krwiożercza roślina) jako Wink Wilkinson
- Uzbrojeni i niebezpieczni (1986) jako Frank Dooley
- Kosmiczne jaja (1987) jako Człes Barf
- Samoloty, pociągi i samochody (1987) jako Del Griffith
- Na łonie natury (1988; inny polski tytuł Wielka wyprawa) jako Chester „Chet” Ripley
- Wyścig armatniej kuli 3 (1989) jako Charlie Cronyn
- Kim jest Harry Crumb? (1989) jako Harry Crumb
- Wujaszek Buck (1989) jako Buck Russell
- Kevin sam w domu (1990) jako Gus Polinski
- JFK (1991) jako Dean Andrews
- Same kłopoty (1991) jako Dennis/Eldona
- Majaki (1991) jako Jack Gable
- Tylko samotni (1991) jako Danny Muldoon
- Borys i Natasza (1992) jako Kallishak
- Była sobie zbrodnia (1992) jako Augie Morosco
- Reggae na lodzie (1993) jako Irving „Irv” Blitzer
- Debiutant roku (1993) jako Cliff Murdoch
- Karawana (1994) jako James Harlow
- Zakładnik z wyboru (1994) jako Yuri Petrovich (także reżyseria)
- Operacja Bekon (1995) jako szeryf Bud Boomer